# 594
| [ Edytuj tabelę ]          |                             |
| Cesarz Bizancjum           | - 582 Maurycjusz 602        |
| Cesarz Chin                | - 581 Sui Wendi 604         |
| Król Essexu                | - 587 Sledda 604            |
| Król Franków               | - 584 Chlotar II 629        |
| Król Franków w Austrazji   | - 570 Childebert II 595     |
| Cesarz Japonii             | - 592 Suiko 628             |
| Król Kentu                 | - 560 Ethelbert I 616       |
| Patriarcha Konstantynopola | - 582 Jan IV Postnik 595    |
| Władca Korei               | - 590 Yŏngyang 618          |
| Król Longobardów           | - 590 Agilulf 616           |
| Papież                     | - 590 Grzegorz I 604        |
| Król Persji                | - 590 Chosrow II Parwiz 628 |
| Król Wizygotów             | - 586 Rekkared I 601        |

Rok 594 / DXCIV
stulecia: V wiek ~
VI wiek ~
VII wiek

lata: 584 «
589 «
590 «
591 «
592 «
593 «
594
» 595
» 596
» 597
» 598
» 599
» 604

## Wydarzenia
- Ameryka Południowa
  - zakończyła się trwająca od 562 roku wielka susza w peruwiańskim królestwie Mochica
- Azja
  - następca japońskiego tronu Shōtoku ogłosił buddyzm religią państwową
  - Mahomet ożenił się z  Chadidżą

## Zmarli
- 17 listopada – Grzegorz z Tours, frankoński kronikarz, biskup
- Vinītaruci (wiet. Tý ni đa lưu chi) – indyjsko-wietnamski mistrz thiền ze szkoły vinītaruci